# Melomys leucogaster
Melomys leucogaster är en däggdjursart som först beskrevs av Fredericus Anna Jentink 1908. Den ingår i släktet Melomys och familjen råttdjur. IUCN kategoriserar arten globalt som livskraftig. Inga underarter finns listade i Catalogue of Life.
Artepitetet i det vetenskapliga namnet är sammansatt av de grekiska orden leukos (vit) och gaster (buk).

## Beskrivning
En stor råtta med en längd från nos till svansrot på normalt 15 till 16 cm (maxlängd 20 cm) och en svans på ungefär samma längd som kroppen. Pälsen på ovansidan är mörkbrun, ibland med en rödaktig anstrykning. På sidorna, kinderna och fötternas ovansidor är färgen ljusare, men gränsen mot den helt vita undersidan är skarp. Huvudet är brett, och den nästan helt hårlösa svansen är fjällbeklädd i hela sin längd.

## Utbredning
Denna gnagare förekommer främst på södra sidan av Nya Guineas centrala bergstrakter men även i spridda förekomster på norra sidan av höglandsområdet. Dessutom har den påträffats på öar utanför kusten.

## Ekologi
Arten förekommer från havsytans nivå till 1 400 meter över havet. Habitatet utgörs av regnskogar där den bor i håligheter i träden, och i lövbon som den konstruerar i Pandanus-träd och -buskar. De havsöar som arten också har påträffats på är emellertid trädlösa.
Per kull föds oftast två ungar.
Då arten har ett förhållandevis stort utbredningsområde, är okänslig för störningar, och är vanligt förekommande, är den klassificerad som livskraftig ("LC") av IUCN.